# 如东镇
如东镇，是中华人民共和国湖南省常德市澧县下辖的一个乡镇级行政单位。

## 行政区划
如东镇下辖以下地区：
如东铺社区、邱家村、传讯村、鲁家村、黄虎港村、长福村、牛张村、杨家当村、广兴村、驰马岗村、高崇村、枫林村、建设村、裕农村和牌南村。